# Johann von Lüdinghausen genannt Wolff
Peter Johann Paul Woldemar von Lüdinghausen genannt Wolff (* 5. Mai 1770 in Münster (Westfalen); † 4. Juni 1828 vor Brăila) war ein russischer Generalleutnant deutschbaltischer Abstammung.

## Herkunft und familiäres Umfeld
Peter Johann Paul Wilhelm von Lüdinghausen genannt Wolff entstammte einer ursprünglich in Westfalen urkundlich seit 1174 erwähnten uradligen Familie, von der ein Zweig nach Kurland auswanderte und 1620 bei der 1. Klasse der Ritterbank der Kurländischen Ritterschaft immatrikuliert wurde. Er selbst gehörte zur Linie Kroschen seiner Familie.
Er trat in kaiserlich russische Militärdienste und nahm an den Kriegen gegen Napoleon teil. Am 23. Dezember 1812 erhielt er den Georgs-Orden IV. Klasse. Er avancierte schnell, 1813 war er bereits Oberstleutnant im Muromschen Infanterie-Regiment. Am 18. Mai 1813 nahm er am Gefecht bei Kleingörschen teil. In einem Bericht an König Friedrich Wilhelm III. von Preußen heißt es ,....gab an diesem Tag einen neuen Beweis seines Verdienstes und seiner Tapferkeit und trieb durch das Muromsche Regiment den Feind über Kleingörschen bis an den Floßgraben mit großen Verlusten zurück.... Der König verlieh ihm und zahlreichen anderen russischen Offizieren daraufhin im Oktober 1813 den Orden Pour le Mérite. Peter Johann nahm auch am Feldzug 1814 gegen Napoleon, nunmehr als Oberst, im Tobolskschen Infanterie-Regiment, teil und wurde für seine Verdienste bei den Kämpfen in Frankreich erneut mit den Pour le Merite ausgezeichnet.
Nach Beendigung der Napoleonischen Kriege diente er weiter in der russischen Armee. Im Russisch-Türkischen Krieg von 1828–29 ist er dann am 4. Juni 1828 als Generalleutnant bei der Belagerung von Brăila an der Donau gefallen.
Er war seit dem 27. Dezember 1812 mit Wilhelmine von Buttler (1792–1870) verheiratet. Er hatte mit ihr zwei Töchter und zwei Söhne, darunter den Sohn Alexander (1818–1884), der russische Generalmajor wurde, und den Sohn Eugen (1820–1884), der, ebenfalls Soldat, es bis zum russischen Generalleutnant brachte.